# Bíró Mihály (földbirtokos)
Kisgörgényi Bíró Mihály (1814 körül – Kisgörgény, 1881. augusztus 25.) földbirtokos, Marosszék alkirálybírája 1848/1849-ben.

## Élete
Az 1850-es években részese volt a Makk-féle összeesküvésnek. Amikor az összeesküvést leleplezték, őt is elfogták, majd miután beismerő vallomást tett a maga szerepét illetően, szabadon engedték. Ugyanakkor a szintén fogoly Török János rájött, hogy a kihallgatók olyan információkkal rendelkeznek, amelyeket rajta kívül csak Bíró ismert.
Orbán Balázs A Székelyföld leírása című művében külön fejezetet szentelt az összeesküvésnek, melynek fő árulójaként Bíró Mihályt nevezte meg. Bíró Mihály pert indított az őt ért vádak miatt, amelyeket nem lehetett bizonyítani, mivel a vizsgálat anyaga nem került nyilvánosságra. A Füzeséry nevű budapesti ügyvéd által írt védőbeszédet Önvédelem a rémkorszakban elítélt és kötél által kivégzett Török, Gálffy és Horváth feladási ügyében címmel kiadatta (Marosvásárhely, 1870), és szétküldte rokonainak és barátainak. Az esküdtszék Orbán Balázst felmentette; a Bíróval rokonságban álló Kelemen Lajos szerint Jókai Mór lapjának hatására, hogy a Székelyföldről szóló hatalmas mű szerzője börtönbe ne kerüljön. Az ítélet által újból megbélyegzett Bíró Mihály teljesen visszavonult.

## Munkái
- Önvédelem a rémkorszakban elitélt és kötél által kivégzett Török, Gálffy és Horváth feladási ügyében. Marosvásárhely, 1870.